# Orientació en bicicleta de muntanya

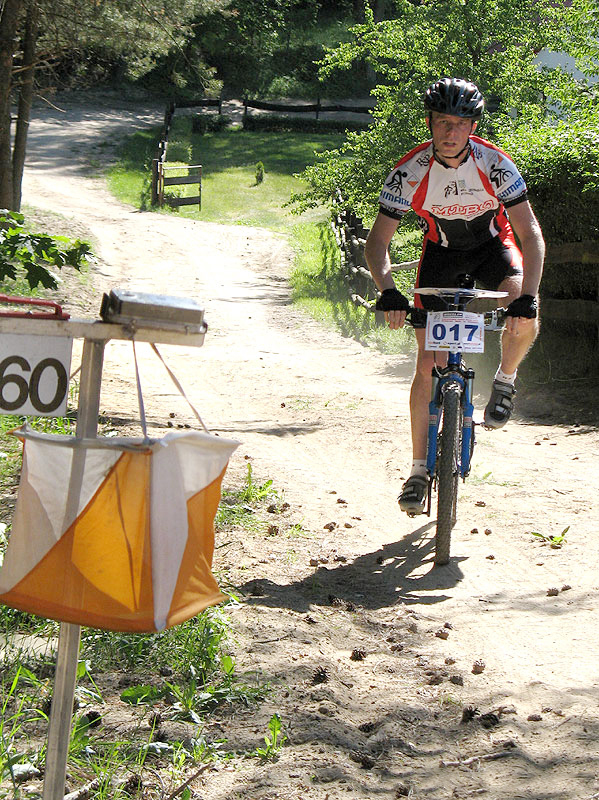
Bicicleta de muntanya orienteering

L'Orientació en Bicicleta de muntanya (MTB-O o MTBO) és una modalitat de l'Orientació Esportiva que es realitza amb una bicicleta de muntanya. La navegació és feta al llarg d'un recorregut lliure amb la única ajuda d'un mapa i una brúixola, i l'objectiu és passar per totes les balises marcades al mapa. Comparat amb l'Orientació a Peu, els competidors normalment no poden deixar els camins i corriols que apareixen al mapa. La tàctica de navegació és similar al Ski-O (Orientació amb esquís), on el focus important és l'elecció de ruta mentre es navega. La diferència principal però, és que la navegació és feta a un ritme més alt, perquè la bicicleta pot assolir velocitats més altes. Com que el ciclista assoleix velocitats més altes, la lectura de mapa esdevé més desafiant.

## Equipament
El tipus de bicicleta preferida és una bicicleta de muntanya més robusta i que garanteix poder circular per més varietat de terrenys, però qualsevol tipus de bicicleta pot ser utilitzada. Els pedals amb una sabata de ciclisme especial són habituals per tal de poder aprofitar al màxim la força i per mantenir els peus assegurats en els pedals. El Casc de bicicleta són obligatoris a les competicions. .

### Equipament especial
Un portamapes subjectat al manillar de la bicicleta és una peça essencial d'equipament dins la bicicleta de muntanya per orientació. Ha de permetre la rotació del mapa. Les marques conegudes que fabriquen i venen portamapes són Orifix, Mapdec, Miry, Devotech, Nordenmark, Autopilot i Windchill. Però també es pot fer un de forma artesanal. Es poden utilitzar brúixoles, però no aparells electrònics de navegació. Els corredors poden portar les seves eines de reparació de la bicicleta per si les necessites.

## Mapa
Els mapes són normalment a una escala de (1:10 000 – 1:20 000) i menys detallats que els mapes d'Orientació a Peu. Les pistes, camins i corriols, estan marcats al mapa. Estan dibuixats de tal manera que es pugui interpretar el seu grau de ciclabilitat: fàcil, lent, difícil i impossible de muntar. També els obstacles que requereixen desmuntar o poden significar un perill solen estar marcats en el mapa.

## Organització i esdeveniments
Internacionalment, la MTB-O és una de les quatre modalitats d'Orientació de la International Orienteering Federation. El primer Campionat Mundial es va disputar el 2002 a Fontainebleau, França. Des del 2004 els Campionats Mundials han estat organitzats anualment. Els campionats europeus han estat celebrats anualment des de 2006.
A Catalunya la modalitat despèn de la Federació de Curses d'Orientació de Catalunya.

## Esportistes més coneguts
La orientadora en bicicleta més coneguda internacionalment, i amb més èxits, és la finesa Mika Tervala, Ha estat 10 vegades campiona del Món i ha sumat cinc medalles me´s als europeus. També han destacatt Michaela Gigon, Ruslan Gritsan, Adrian Jackson, Christine Schaffner i Päivi Tommola.
A Catalunya, els majors èxits han arribat de la mà de Mònica Aguilera. 